# Cloverway Inc
Cloverway Inc. (abreviado como CWi) fue una empresa filial de Toei Animation especializada en la distribución de contenidos, y actuaba de intermediario entre compañías japonesas (como en el caso de TMS Entertainment, Kitty Films, Shueisha, Shogakukan, Nippon Animation, etc.), y en el mercado estadounidense (Geneon, ADV Films, Tokyopop, Bandai Entertainment, Viz Communications, y Pioneer Entertainment) y el mercado latinoamericano (Televisa, TV Azteca, Turner, entre otros), para la distribución de sus contenidos en la región. Distribuía sus contenidos a varios canales de cada país, a nivel regional y panregional.

## Historia
La empresa fue fundada en octubre de 1991. En 1992, la primera serie de anime distribuida por Cloverway para América Latina fue la serie Caballeros del Zodíaco, emitida por primera vez en México y Brasil. Fue seguido por Sailor Moon y Dragon Ball algún tiempo después.
En 1995, Dragon Ball fue relanzada por Cloverway, después de que Bandai fracasara en la distribución de sus primeros 60 episodios y una película, doblada bajo el título de "Zero y el dragón mágico" (basada en la versión de Harmony Gold).
Generalmente encargaba el doblaje para las versiones en español en México a la compañía Intertrack S.A. de C.V. (hasta su cierre en 2005, luego a Optimedia Productions en 2006) y otros trabajos en Audiomaster 3000, Larsa y Optimedia Productions, también se doblaron series en Technoworks Ltda en Chile (Marmalade Boy, Tenchi Muyo y Kinnikuman); y para las series propiedad de TMS Entertainment los doblaje se realizaron en Los Ángeles, Estados Unidos, en la compañía VDI Point 360. Algunas otras obras fueron dobladas al español se lograron por arreglos de Cloverway con Audiomaster 3000 de Televisa en México. 
Otros acuerdos de Cloverway fue con International Telefilms Inc. para la emisión de la primera serie en Chile (ETC TV y CHV) y el doblaje en español grabado por Technoworks/HispanoAmérica Doblajes en Santiago. En cuanto a la serie propiedad de TMS, las versiones en español ya estaban dobladas por VDI Multimedia en Los Ángeles y distribuidas previamente por otras compañías, pero las versiones brasileñas nunca fueron producidas y Cloverway no pudo conseguir un acuerdo para que fueran dobladas y transmitidas en Brasil. Además, las versiones en español de las series Kimba (Tezuka Productions) y Nippon Animation, distribuidas por Cloverway, fueron anteriormente dobladas y licenciadas por otras compañías, por lo que Cloverway sólo las distribuyó y las ofreció para su retransmisión o dentro de paquetes de programación de televisión.
Paralelamente en Estados Unidos, Cloverway intentó distribuir las mismas series por su cuenta que en América Latina, pero debido a las regulaciones que llevaron a la censura de los animes, delegaron las licencias a distribuidores locales que se encargaron de la producción de la localización, doblaje y distribución en inglés. Sin embargo, Sailor Moon S y Sailor Moon Super S fueron las únicas dos licencias cuyas versiones en inglés fueron producidas por Cloverway, dobladas en asociación con Optimum Production Services en Canadá. En cuanto al mercado hispano de Estados Unidos, Cloverway distribuyó Tenchi Universe a Univision y Telefutura (por Toonturama), además de Dragon Ball Z a Telemundo.
Cuando Shueisha se convirtió en copropietario de Viz Communications en 2002 y con la subsiguiente fusión con ShoPro en 2005, Cloverway finalmente perdió la representación de Shueisha (para N.A. y L.A.) y Shogakukan (para L.A.) para la concesión de licencias de publicación en América, terminando así los contratos con sus agentes Tokyo Business Consultants en Europa y Cloverway en América, y lanzando sus propias oficinas en 2004 (Toei Animation Europe con sede en París y Toei Animation Inc. con sede en Los Ángeles).
Debido a la decisión de Toei Company de comenzar a distribuir las series de su división Toei Animation de manera directa a partir de 2006, terminando así los contratos con sus agentes Tokyo Business Consultants en Europa y Cloverway en América. En 2005, las licencias de Toei Animation organizadas por Cloverway se transfirieron a Toei Animation Inc. como requisito, dejando a Cloverway sólo con el catálogo de los otros productores japoneses a los que concedieron la licencia. Como consecuencia de ello, se ha producido una cadena de irregularidades, como la pérdida de cintas master de muchas de las series distribuidas anteriormente por Cloverway, siendo las versiones latinoamericanas las más afectadas por este cambio en la distribución.
Después de perder el exitoso catálogo de Toei, Cloverway continuó representando y distribuyendo anime de otras compañías japonesas, añadiendo nuevas propiedades y vendiendo la mayor parte de su nuevo catálogo a Cartoon Network LA y a otras estaciones de televisión locales en Brasil y América Latina. A mediados de 2006, Cloverway licenció un bloque de programación de Anime para televisión abierta titulado "Otacraze" a la emisora brasileña Play TV, que comenzó a emitir el bloque en marzo de 2007, incluyendo las series Ranma ½, Samurai Champloo, Trigun, y Love Hina. A pesar de esto, debido a problemas económicos de la empresa, en 2007 cesa sus actividades de forma permanente.
La empresa Xystus había rescatado la mayoría de las licencias de Cloverway, pero este hecho no iba a durar por mucho tiempo. Posteriormente, la empresa Xystus se había transformado en la actual Alebrije Entertainment, dejando de lado todo lo relacionado con la animación japonesa (las series de la extinta Cloverway e incluso las del extinto canal Locomotion). Hoy en día, aún se duda si está empresa aún sigue conservando las digitalizaciones de dichas series.
Desde 2013 muchas series de Cloverway distribuidas por Toei para Latinoamérica empezaron a venderse con una mezcla entre los masters originales en un estado de conservación algo deteriorado y episodios bajados de internet en gran parte como ocurría con Dragon Ball Z, Sailor Moon (donde se mezclaron con la versión DVD Talk Box de Towers Entertainment) o Digimon Frontier (donde usaron masters brasileños de Disney con el audio latino), para 2015-2016 se empezaron a vender nuevas versiones remasterizadas en HD dando por eliminada al completo la distribución de los masters de Cloverway para series de Toei (exceptuando canales que ya poseían dichos masters y siguieron emitiéndolos por un tiempo hasta que finalmente los reemplazaron), lamentablemente estos poseen muchas incompatibilidades con el doblaje latino original y se ha perdido parte de dichos doblajes así como han presentado una calidad cuestionable, mientras que en otros casos directamente se han optado por distribuir las series con masters bajados de internet como fueron los casos de Dragon Ball GT, New Dr. Slump, Cazafantasmas Mikami y Slam Dunk por canales como el 5, Telefuturo, RPC y ETC.
Desde 2018 la empresa Artworks Entertainment ha estado recuperando licencias de Cloverway como Ranma ½, Sakura Card Captors, Gundam Wing, Yu Yu Hakusho, Gantz, Tom Sawyer, La Familia Robinson, Mazinger Z: The Impact!, etc.
En 2019 la serie de Dr. Slump (1997) volvió a ser distribuida después de ser confirmado en 2011 que dicha serie no se encontraba en su poder al no poder encontrar los masters en las bodegas de algunos canales de Televisa como Unicable, sin embargo 8 años después fue estrenada por el canal ETC (Chile) con un nuevo master de video pero con audios incompletos de internet, a los que el canal cortó para disimular, sin embargo desde 2021 la serie se encuentra disponible en la plataforma gratuita de Tubi en México con el master integro y muchas partes están en japonés.

## Series de Nelvana Distribuidas por Cloverway Inc.
- Babar
  - Babar: King of the Elephants
- Rupert
- Fievel's American Tails
- Cadillacs and Dinosaurs
- The Magic School Bus
- The Neverending Story
- Stickin' Around
- Pippi Longstocking
  - (Incluyendo Su Pelicula)
- Franklin
  - Franklin and the Green Knight
- Dumb Bunnies
- Bob and Margaret
- Elliot Moose
- Rescue Heroes
- Bookworm Bunch
- John Callahan's Pelswick
- Pecola
- Max & Ruby
- The Berenstain Bears
- Jacob Two-Two
- Pandalian
- Miss Spider's Sunny Patch Friends
  - Miss Spider's Sunny Patch Kids
- The Backyardigans (solo la primera temporada)
- Jane and the Dragon

## Anime distribuido por Cloverway en Hispanoamérica[7]
- The Adventures of Tom Sawyer – Distributor
- Ashita no Nadja – Spanish and Brazilian versions producer and Distributor
- Betterman – Distributor[cita requerida]
- Bikkuriman – Spanish version producer and Distributor
- B't X
- Captain Tsubasa J – Spanish version producer and Distributor [cita requerida]
- Sakura Card Captors – Spanish and Brazilian versions producer and Distributor
  - Cardcaptor Sakura: The Sealed Card – Spanish and Brazilian versions producer and Distributor
- Cooking Master Boy – Distributor (No Emitido)
- Crush Gear Turbo – Distributor (No Emitido)[8]
- Cybercat Kurochan – Spanish version producer and Distributor [cita requerida]
- Detective Conan – Distributor
- Digimon Digital Monsters – Spanish and Brazilian versions producer and Distributor
  - Digimon 02 – Spanish and Brazilian versions producer and Distributor
  - Digimon 03 – Spanish and Brazilian versions producer and Distributor
  - Digimon 04 – Spanish and Brazilian versions producer and Distributor
- DNA² – Distributor [cita requerida]
- Dr. Slump – Spanish version producer and Distributor
  - New Dr. Slump – Spanish version producer and Distributor
- Dragon Ball – Spanish and Brazilian versions producer and Distributor
  - Dragon Ball Z – Spanish and Brazilian versions producer and Distributor
  - Dragon Ball GT – Spanish and Brazilian versions producer and Distributor
  - Dragon Ball: Curse of the Blood Rubies – Spanish version producer and Distributor
  - Dragon Ball: Sleeping Princess in Devil's Castle – Spanish version producer and Distributor
  - Dragon Ball: Mystical Adventure – Spanish version producer and Distributor
  - Dragon Ball: The Path to Power – Spanish version producer and Distributor
  - Dragon Ball Z: Dead Zone – Spanish version producer and Distributor
  - Dragon Ball Z: The World's Strongest – Spanish version producer and Distributor
  - Dragon Ball Z: The Tree of Might – Spanish version producer and Distributor
  - Dragon Ball Z: Lord Slug – Spanish version producer and Distributor
  - Dragon Ball Z: Cooler's Revenge – Spanish version producer and Distributor
  - Dragon Ball Z: Return of Cooler – Spanish version producer and Distributor
  - Dragon Ball Z: Super Android 13 – Spanish version producer and Distributor
  - Dragon Ball Z: Broly - The Legendary Super Saiyan – Spanish version producer and Distributor
  - Dragon Ball Z: Bojack Unbound – Spanish version producer and Distributor
  - Dragon Ball GT: A Hero's Legacy – Spanish version producer and Distributor
- Flone on the Marvelous Island – Distributor
- Full Metal Panic? Fumoffu – Spanish and Brazilian versions producer and Distributor (Licensed to Animax)[8]
- GeGeGe no Kitaro (1995 version) – Spanish version producer and Distributor
- Ghost Sweeper Mikami – Spanish version co-producer and Distributor (Dub co-produced by es)
- Gulliver Boy – Spanish version producer and Distributor
- Gundam Wing – Spanish and Brazilian versions producer and Distributor
  - Gundam Wing: Endless Waltz – Spanish and Brazilian versions producer and Distributor
- Gungrave – Spanish and Brazilian versions producer and Distributor
- .hack//SIGN – Distributor[8]
- Heat Guy J – Spanish and Brazilian versions producer and Distributor
- Kinnikuman – Spanish version co-producer and Distributor (Dub co-produced by es)
- Knights of the Zodiac (Los Caballeros del Zodiaco/Os Cavaleiros do Zodíaco) – Spanish and Brazilian versions producer and Distributor
- Love Hina – Spanish and Brazilian versions producer and Distributor
- Magic Knight Rayearth – Distributor
- Magical Doremi – Spanish version producer and Distributor
  - Magical Doremi Sharp – Spanish version producer and Distributor
  - Magical Doremi Forte – Distributor (Unreleased)
- Marmalade Boy – Spanish version co-producer and Distributor[8] (Dub co-produced by es)
- Nube – Spanish version producer and Distributor
- Peter Pan and Wendy – Distributor
- Ranma ½ – Spanish version co-producer and Distributor (Dub co-produced by es)
  - Ranma ½ – Brazilian version producer and Distributor
  - Ranma ½ (First movie) – Spanish version producer and Distributor
  - Ranma ½ (Second movie) – Spanish version producer and Distributor
- Rave Master – Spanish and Brazilian versions producer and Distributor
- Sailor Moon – Spanish and Brazilian versions producer and Distributor
  - Sailor Moon R – Spanish and Brazilian versions producer and Distributor
    - Sailor Moon R: The Movie – Spanish version producer and Distributor

  - Sailor Moon S – English, Spanish and Brazilian versions producer and Distributor
    - Sailor Moon S: The Movie – English and Spanish versions producer and Distributor

  - Sailor Moon SuperS – English, Spanish and Brazilian versions producer and Distributor
    - Sailor Moon SuperS: The Movie – English and Spanish versions producer and Distributor

  - Sailor Moon Sailor Stars – Spanish and Brazilian versions producer and Distributor
- Saki Sanobashi (OVA)
- Sally the Witch (1989 version) – Spanish version producer and Distributor
- Samurai Champloo – Spanish and Brazilian versions producer and Distributor
- Slam Dunk – Spanish version producer and Distributor
- Tenchi Muyo! – Spanish version co-producer and Distributor (Dub co-produced by es)
  - Tenchi in Tokyo – Spanish version co-producer and Distributor (Dub co-produced by es)
  - Tenchi Muyo! Mihoshi Special – Spanish version co-producer and Distributor (Dub co-produced by es)
  - Tenchi Muyo! Ryo-Ohki – Spanish version co-producer and Distributor (Dub co-produced by es)
  - Tenchi Universe – Spanish version co-producer and Distributor (Dub co-produced by es)
- Tico and Friends – Distributor
- Trigun – Spanish and Brazilian versions producer and Distributor
- Vandread – Distributor (Junto con The Second Stage)[8]
- Virtua Fighter – Distributor
- Yamato Takeru – Distributor
- Yu Yu Hakusho: Ghost Files – Spanish and Brazilian versions producer and Distributor

## Live Actions Japoneses
- Ultraman Tiga
- Kamen Rider Kūga